# 杨利霞
杨利霞（1952年—？），汉族，中华人民共和国政治人物、第十一届全国政协委员。
加入中国农工民主党，担任农工党中央委员、河南省委副主委、郑州大学第二附属医院副院长。2008年，当选第十一届全国政协委员，代表医药卫生界，分入第四十六组。